# Львівський центр Інституту космічних досліджень НАН України та ДКА України
Львівський центр Інституту космічних досліджень НАН України та ДКА України (ЛЦ ІКД НАН України та ДКА України) створено 8 квітня 1996 за угодою між Національною академією наук України та Національним космічним агентством України на базі Спеціального конструкторсько-технологічного бюро (СКТБ) Фізико-механічного інституту ім. Г.В.Карпенка НАН України, де роботи по космічній тематиці проводилися, починаючи з 1968 року.

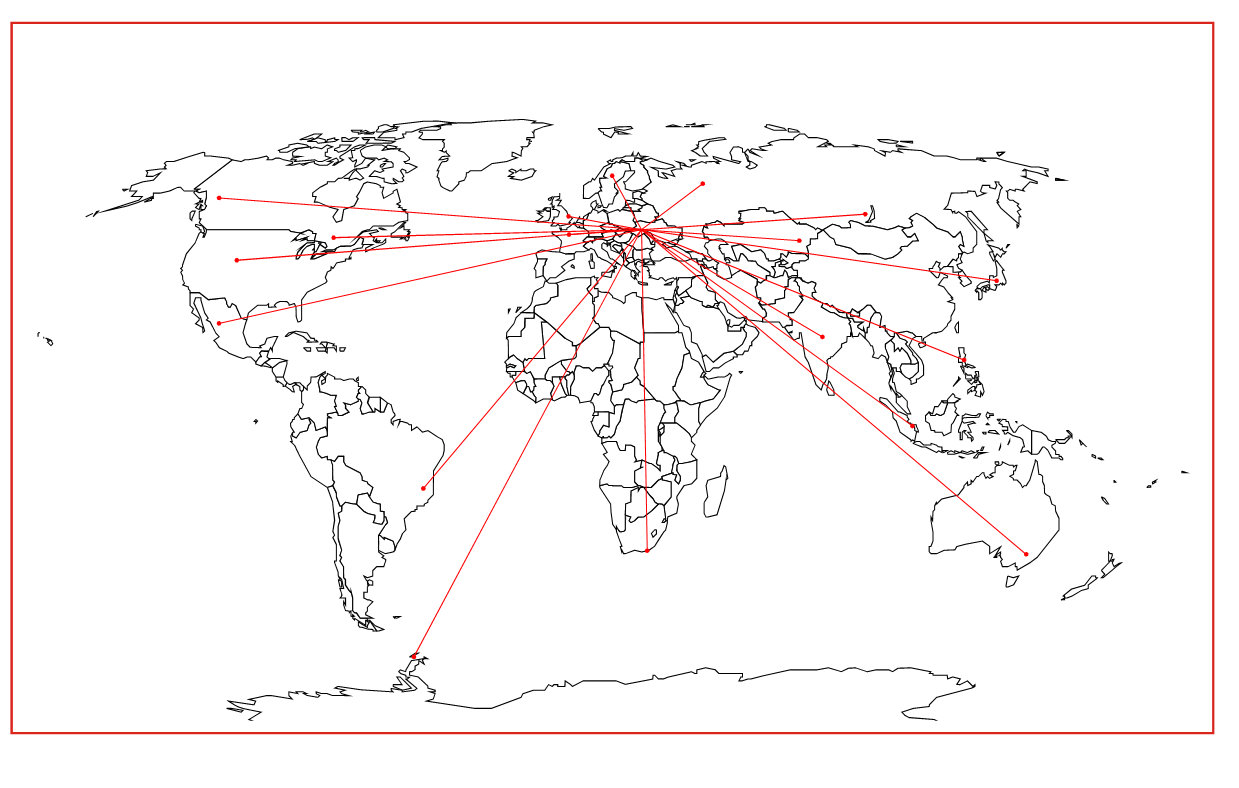
Міжнародні контакти ЛЦ ІКД НАНУ НКАУ

## Основні наукові напрями
Основними напрямами діяльності ЛЦ ІКД НАН України та НКА України є:
- фундаментальні дослідження акусто-електромагнітних взаємодій в атмосфері та іоносфері;
- дослідження акустичного каналу літосферно-іоносферних та сонячно-земних зв’язків,
- теорія розповсюдження та експериментальне дослідження електромагнітних полів у провідних середовищах (космічній плазмі, ґрунті, морській воді);
- розробка нових інформаційних технологій;
- розробка та виготовлення первинних давачів і систем для вимірювання параметрів фізичних полів;
- створення бортових систем збору та обробки інформації для космічної галузі та потреб геофізики.

## Структура
Центр містить наукові відділи, виробничо-технологічний підрозділ і допоміжні служби. Наукові відділи проводять дослідження за основними напрямами діяльності:
- дослідження акустичного каналу літосферно-іоносферних та сонячно-земних зв'язків, створення відповідних засобів;
- електромагнітні дослідження у провідному середовищі та сенсорика (керівник академік Міжнародної академії астронавтики, заслужений діяч науки та техніки України, д.т.н. В.Є.Корепанов);
- бортові системи відбору та опрацювання інформації (керівник к.т.н. А.А.Лукенюк).

## Найважливіші наукові досягнення та розробки
За участю фахівців Центру проведено більше 10 космічних експериментів. За ініціативою та під науковим керівництвом ЛЦ ІКД НАНУ НКАУ розроблена наукова концепція та реалізований перший міжнародний космічний експеримент "Варіант" на борту штучного супутника Землі "Січ-1М". В цьому експерименті вперше у світі проведені прямі вимірювання густини просторового струму в космічній плазмі.
Вперше виявлений ефект дії сонячних спалахів на атмосферний інфразвук та розроблена концепція моделі зв'язку сонячної активності з атмосферним інфразвуком, проведені унікальні наземно-космічні експерименти, зокрема з французьким супутником DEMETER.
Вперше показано також, що наземні акустичні збурення впливають на стан іоносферного альфвенівського резонатора, виявлений вплив штучних акустичних збурень на метеорологічні процеси.
Запропонований узагальнений підхід до розпізнавання сигналів - провісників підготовки землетрусів при розвитку структурних змін та аномалій провідності у Земній корі.
Досліджено і експериментально підтверджено новий фізичний ефект – гама-магнітна нормалізація сплавів з високою магнітною проникністю.
Розроблена загальна концепція та теоретичні підстави побудови високочутливої геофізичної системи для активного електромагнітного каротажу в свердловинах з метою вивчення анізотропії порід та знаходження підповерхневих неоднорідностей для розвитку методики пошуку корисних копалин.
Розроблена наукова концепція і план реалізації наземно-космічного експерименту "Іоносфера". Підготоване науково-технічне обґрунтування космічних експериментів "Іоносат" і "Потенціал". Усі ці проекти увійшли до Національної космічної програми України.
Створений перший вітчизняний зразок бортової системи збору та обробки наукової інформації (СЗНІ), розроблене також його програмне забезпечення.
В ЛЦ ІКД діє єдина в Україні школа наукового космічного приладобудування і магнітометрії (НКПіМ). Школа заснована професором Б.І.Блажкевичем та с. н. с. Р.Я.Беркманом у кінці 60-х років минулого століття на базі відомого в колишньому Радянському Союзі доробку в галузі теорії й практики інформаційно-вимірювальних систем. Першим в Західній Україні видатним досягненням вчених НКПіМ було успішне проведення космічного експерименту на борту штучного супутника Землі "Космос-484", де вперше у світі досліджений вектор електричного поля в космічній плазмі. Крім того, проведено більше 10 космічних експериментів за участю фахівців Центру, у тому числі - перший за роки незалежності України міжнародний експеримент "Варіант".

## Впровадження наукових розробок
- Створене нове покоління довгоперіодних та широкосмугових магнітотелуричних станцій для досліджень структури земної кори, яке впроваджене в УкрДГРІ та інших підприємствах галузі.
- В межах міжнародної співпраці над дослідженням структури земної кори створений новий базовий варіант магнітометра для світової мережі "Інтермагнет", який успішно пройшов випробування в Бельгії.
- Виготовлена серія унікальних наукових приладів для дослідження механізму формування та розповсюдження атмосферних гравітаційних хвиль - метеомагнітних та магнітотелуричних станцій для Національного антарктичного наукового центру.[1]
- Створені вимірювальні прилади, зокрема магнітометри, з унікальним рівнем параметрів експортуються більше як в 20 країн світу, в тому числі у розвинені країни - США, Японію, Велику Британію, Німеччину та ін.

За останні 10 років фахівцями центру опубліковано більше 300 наукових праць як в українських, так і закордонних виданнях.

## Нагороди
- Державна премія України в галузі науки і техніки 2008 за роботу «Космічні системи, прилади та методи діагностики електромагнітних полів у геокосмосі»:
  - Корепанов Валерій Євгенійович — доктор технічних наук, заступник директора ЛЦ ІКД НАН України та НКА України;
  - Дудкін Федір Львович — кандидат технічних наук, старший науковий співробітник ЛЦ ІКД НАН України та НКА України.

## Наукове та промислове приладобудування

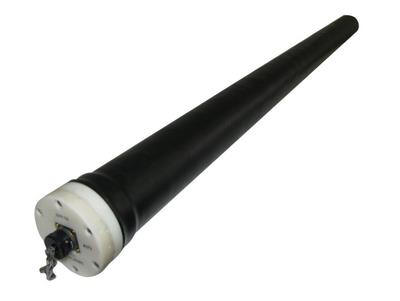
Індукційний магнітометр для геофізичних досліджень
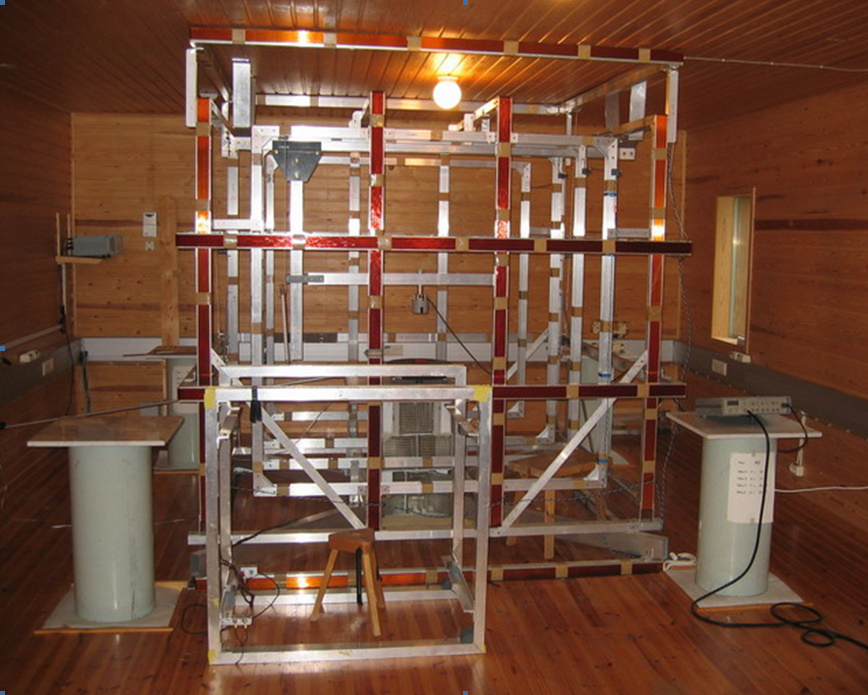
Система для калібрування магнітометрів
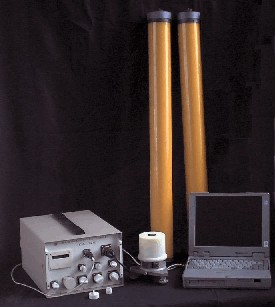
Польова магнітотелурична станція

Космічні прилади:
- бортовий ферозондовий магнітометр;
- моноблочний ферозондовий магнітометр;
- надлегкий індукційний магнітометр;
- давачі електричного потенціалу;
- хвильовий зонд;
- бортовий вимірювально-обчислювальний комплекс.

Геофізичні прилади:
- аналоговий трикомпонентний ферозондовий магнітометр;
- цифровий трикомпонентний ферозондовий магнітометр;
- векторний ферозондовий магнітометр;
- польова магнітотелурична станція;
- автономний підводний магнітометр;
- переносна ТЕМ-система “Зонд” для дослідження геологічних середовищ методом зондування становленням поля.

Інші прилади та пристрої:
- Коректор об’єму газу для роботи турбінних роторних лічильників природного газу;
- Особливо точні сенсори та системи вимірювання тиску;
- Пристрій для тактування систем катодного захисту магістральних трубопроводів;
- Удосконалений генератор струму для геофізичної розвідки.

## Співпраця
ЛЦ ІКД активно співпрацює зі світовою спільнотою, представляючи Україну в:
- Міжнародному комітеті космічних досліджень (COSPAR),
- Європейському об'єднанні наук про Землю (EGU),
- Міжнародній Асоціації Геомагнетизму й Аерономії (IAGA),
- Міжнародній академії астронавтики (ІАА).

У 2007 році з зарубіжними фірмами виконані 24 контракти (приладів та виконаних НДДКР).

## Публікації
За останні 10 років фахівцями центру опубліковано більше 300 наукових праць як в українських, так і закордонних виданнях.
Ключові публикації:
- Сопрунюк П.М., Климов С.И., Корепанов В.Е. Электрические поля в космической плазме. Киев: Наукова думка, 1994.
- Korepanov V., Berkman R., New approach to the exact design of low noise search-coil magnetometers, XIV IMEKO World Congress, V. IVA, 1997, Topic 4, pp. 97–102.
- V.Korepanov, Berkman R., Digital flux-gate magnetometer structural analysis, Meas. Sci. Technol., 10 (1999), pp. 734–737.[3]
- F.Dudkin, V.Korepanov, G. Lizunov. Experiment VARIANT - first results from Wave Probe instrument. Advances in Space Research. Volume 43, Issue 12, 1904-1909 (2009).
- В.Е. Корепанов, А.Н. Свенсон. Высокоточные неполяризующиеся электроды для наземной геофизической разведки. - К.: Наукова думка. 2007. - 96 с. ISBN 978-966-00-0688-1.